# Natthaphong Samana
Natthaphong Samana (en tailandés: ณัฐพงษ์ สมณะ, Provincia de Chiang Mai, Tailandia; 29 de junio de 1984) es un exfutbolista de Tailandia que jugaba la posiciones de defensa y extremo.

## Carrera

### Club
| Periodo   | Club               | Apariciones | Goles |
| --------- | ------------------ | ----------- | ----- |
| 2004–2006 | Krung Thai Bank FC | 44          | 5     |
| 2007–2014 | Chonburi FC        | 134         | 5     |
| 2015–2019 | Suphanburi FC      | 92          | 0     |
| 2020–2022 | Chiangmai United   | 14          | 0     |

### Selección nacional
Jugó para Tailandia en 35 ocasiones de 2007 a 2012 y anotó un gol en la victoria por 4-0 ante Filipinas en 14 de enero de 2007 en Bangkok por el Campeonato de Fútbol de la ASEAN 2007. Participó en la Copa Asiática 2007 y en los Juegos Asiáticos de 2006.

## Logros

### Club
- Thai Premier League (1): 2007
- Thai FA Cup (1): 2010
- Copa Kor Royal (4): 2008, 2009, 2010, 2011

### Selección nacional
- SEA Games (1): 2007